# Museu do Folclore Loktak
Museu do Folclore Loktak (Meitei: Loktak Khunnung Pukei Lankei Shanglen) ou o Museu do Folclore Thanga (Meitei: Thanga Khunnung Pukei Lankei Shanglen) é um museu folclórico na ilha de Thanga no lago Loktak de Manipur, na Índia. Ele cuida e exibe uma coleção de artefatos artísticos, culturais e históricos associados ao lago Loktak. O museu preserva os costumes e crenças populares, remédios populares, literatura popular associada ao lago Loktak.

## História
Em 2016, a família Tongbram liderada por Tongbram Amarjit tomou iniciativas para estabelecer o Museu do Folclore Loktak (Meitei: Loktak Khunnung Pukei Lankei Shanglen) em Thanga Tongbram Leikai em Thanga, distrito de Bishnupur em Manipur. O museu foi inaugurado por Tongbram Mangibabu, o então membro da Assembleia Legislativa (MLA) do distrito eleitoral da Assembleia de Thanga em 2016. O evento inaugural foi presidido pelo Dr. K. Sushila, Diretor de Arte e Cultura, Governo de Manipur.

## Coleções e recursos
As coleções do Museu Folclórico Loktak incluem os kits de pesca usados pelos pescadores dos primeiros tempos, literaturas sobre o Moirang Kangleirol espalhados sobre o Thanga e regiões adjacentes. Também abriga as pinturas dos seres espirituais e mortais, bem como acessórios tradicionais de tecelagem manual e artesanal.
Fotografia e videografia são permitidas dentro do museu.

## Exposições
Em outubro de 2019, o Festival de Poesia Bangla Manipuri foi organizado por 3 dias (3 a 5 de outubro) em vários locais em Manipur. No segundo dia do festival, o evento foi realizado no Museu do Folclore Loktak. O evento foi organizado pela Biblioteca e Centro de Informação (LIC), Kakching e Sahitya Thoupang Lup (Sathoulup), Imphal.
Em 2021, a Exposição de Arte Kalen foi realizada no Museu de Folclore Loktak. O objetivo e o propósito da exposição de arte é promover o patrimônio cultural e o significado do lago Loktak.

Tongbram Amarjit, fundador do Museu de Folclore Loktak, disse:
"Museu como sabemos, é a alma da civilização humana e não podemos simplesmente abandonar as coisas do passado".
O Museu do Folclore Loktak havia planejado organizar a Exposição de Arte Kalen associada ao Dia Internacional dos Museus em 18 de maio do ano. No entanto, devido à pandemia do COVID, o evento planejado foi adiado.
Kalen é o mês lunar Meitei em que os Umang Lais são adorados. É nessa época que o festival Lai Haraoba é comemorado em todo o estado. Em associação com isso, a Exposição de Arte Kalen se concentrou em inspirar os jovens a explorar o patrimônio cultural do lago Loktak.